# 新天鹅堡
47°33′27″N 10°45′00″E / 47.55750°N 10.75000°E
新天鵝堡是19世紀晚期的建築，位于今天的德國巴伐利亞西南方，鄰近年代較早的高天鵝堡，距離菲森鎮約4公里，离德國與奧地利邊界不遠。
這座城堡是巴伐利亚国王路德维希二世的行宮之一。共有超過200個房間，其中只有14個房間依照設計完工，其他的房間則因為國王在1886年逝世而未完成，在他死后的七个星期，城堡向公眾付費開放。是德國境內受拍照最多的建築物。同時也是最受歡迎的旅遊景點之一，在6月到8月的旅游旺季平均每天接待超过6000人，高峰人数近万人。每年參觀人數超過130萬人次。

## 歷史

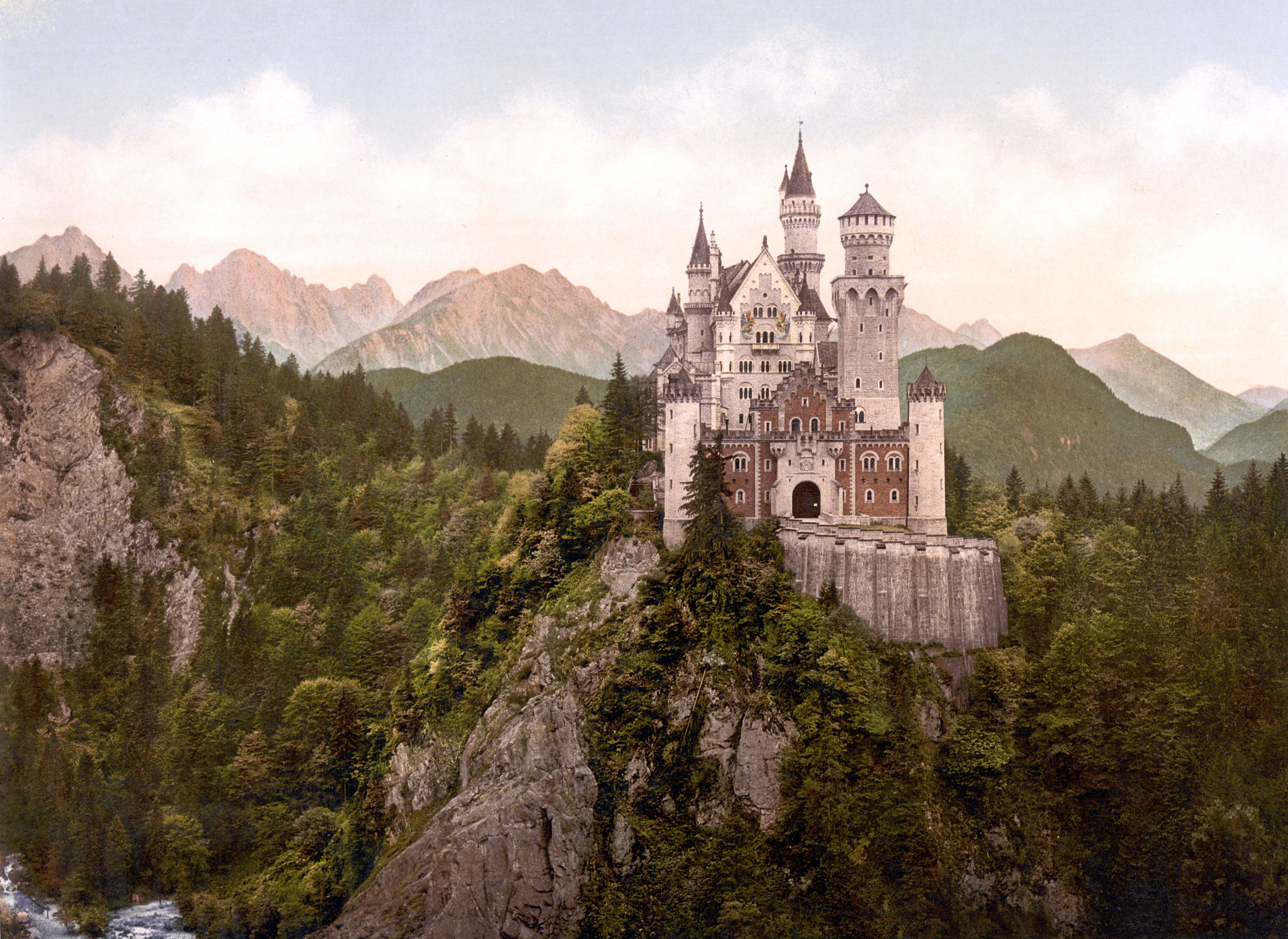
1890年代新天鹅城堡正面的著色相片

今天新天鹅城堡（Schloss Neuschwanstein）和高天鹅城堡（Schloss Hohenschwangau）的所在地區，在中世紀建有四座古堡。到了19世紀，這些古堡已經是一片残垣断壁。其中一座稱為「前天鵝石城堡（舊天鵝城堡）」，在1830年代由巴伐利亞王國国王马克西米利安二世（路德維希二世的父親）所下令建造的「高天鹅城堡」取代。其西南方的另一座「聖母石城堡」，也早已不復存在。剩下的兩座稱為「前高天鹅城堡」和「后高天鹅城堡」，就在現今新天鹅城堡所在的位置上。新天鵝城堡，位在德國巴伐利亞省福森市，在德國東南與奧地利的邊界上，城堡就蓋在隸屬阿爾卑斯山山脈一個近一千公尺高的山頂上。
路德维希二世決定在此地興建他的「夢幻城堡」，因此下令將前後高天鵝城堡的廢墟炸掉，清除前后天鹅城堡废墟后在原址兴建新天鹅城堡。
在1868年5月15日在给作曲家瓦格纳的信中，巴伐利亞国王路德维希二世提到希望在前高地城堡的古堡废墟上建造一座城堡，风格取自中世纪德国骑士城堡。路德维希建堡的启发有几个：一个是他父亲马克西米利安二世的早期建堡计划；另一个更重要的启发则是他在1867年前往埃森纳赫旅行中和弟弟奥托一世共同游览的瓦爾特堡。新天鹅城堡中的歌剧厅（Saengersaal）和骑士浴室（Ritterbad）的设计就采用了瓦爾特堡的设计图为蓝本。此外路德维希还受到西班牙摩尔人建筑风格的影响。他想把新天鹅城堡建成作曲家瓦格纳作品中的幻想的日耳曼传说世界。城堡的设计主要交付给剧场布景设计师克里斯蒂安·扬克（Christian Jank）设计。城堡中随处可见典型的哥特式建筑细节，而所有门窗、列柱回廊则呈现巴洛克风格，主要厅堂的装饰则是拜占庭式的沥金湿壁画。也许因为新天鹅城堡的名字，整个城堡中所有的水龙头以及家具和房间配饰都是形态各异、栩栩如生的天鹅造型。城堡内装饰极其奢华，从天花板、灯饰、墙壁到日常用具，无一不是工匠精雕细琢之作。
国王路德维希最后在他自己建筑的新天鹅城堡中的逗留是他在1886年6月9日被软禁时。他在1886年6月13日於施塔恩贝格湖逝世時，新天鹅城堡还没有完工。在17年的建筑时间里，他只逗留过172天，那時候只有三分之一的房间是完工的。国王路德维希从未想让新天鹅城堡公诸于众，在他看来宁愿将此堡毁坏，也不能让它失去其神秘魅力。但是在他死后六个星期，城堡对外开放，并在旺季（六月到八月）接待每天达5000人。为了保证通顺的参观路线，一些房间在此后完工。其中包括王位厅（Thronsaal）的带有巴伐利亚动物世界图案的马赛克地板。此地板有2百万块的小马赛克石组成，工程历时两年之久。
新天鹅城堡奠基于1869年9月5日。从1869年至1873年新天鹅城堡的大门部分的建筑和内部装饰完工，以便于路德维希临时居住和监察建筑的情况。1880年宫殿封顶庆典。1884年可以入住。国王的王位厅，餐厅，卧室，起居室，办公室以及暖房，均设在城堡的第三层。为了方便建堡，城堡的第二层曾作为建筑工人的临时住所。路德维希的愿望和需求随着城堡的建筑不断的增长，拜占庭穹顶会堂样式的王位厅取代了原先计划中的工作室，客人的房间则由摩尔厅所取代。但是由于资金的不足，很多的设想都没有实现。
这个城堡有传统的建筑用砖所建成，稍后由其他石材进行外部装裱。用于建筑大门和悬楼的砂层方石来自于巴登-符腾堡州的尼尔廷根。用于建筑窗，穹弓，柱和祈祷堂的大理石来自于奥地利阿尔卑斯山脉的Untersberg。为了便于后来的王位厅曾动用的钢质的脚手架。值得一提的是，在王位的厅的正中央。大理石台阶的最上方，没有本来应该设置的王位宝座，因为路德维希二世从来就没有看到过和使用过这个王位厅。

## 旅遊
新天鵝堡每年接待近150萬名遊客，使其成為歐洲最受歡迎的旅遊目的地之一。出於安全考慮，宮殿只能透過35分鐘的導遊參觀，且城堡內部禁止拍照。此外，還有針對特定主題的特別導覽。在6月至8月的旅遊旺季，新天鵝堡每天接待多達6,000名遊客，未提前預訂的遊客可能需要等待數小時。即使沒有門票，遊客仍可以步行沿著長長的山道從山腳攀登至山頂，參觀庭院和外部區域，但無法進入城堡內部。門票僅可在高天鵝堡的票務中心購買。截至2008年，遊客總人數突破6,000萬人次。2004年，收入為650萬歐元。

## 影響
迪士尼樂園标准LOGO中的城堡就是以新天鵝城堡为模板来设计的。新天鵝城堡的外型也激發了許多現代童話城堡的靈感，包括美國加州迪士尼樂園和香港迪士尼樂園的睡美人城堡。東京迪士尼樂園和美國佛羅里達州華特迪士尼世界中神奇王國的灰姑娘城堡的灵感是来自德国的一些城堡，尤其是法國的於塞城堡（Château d'Ussé）。

## 图库

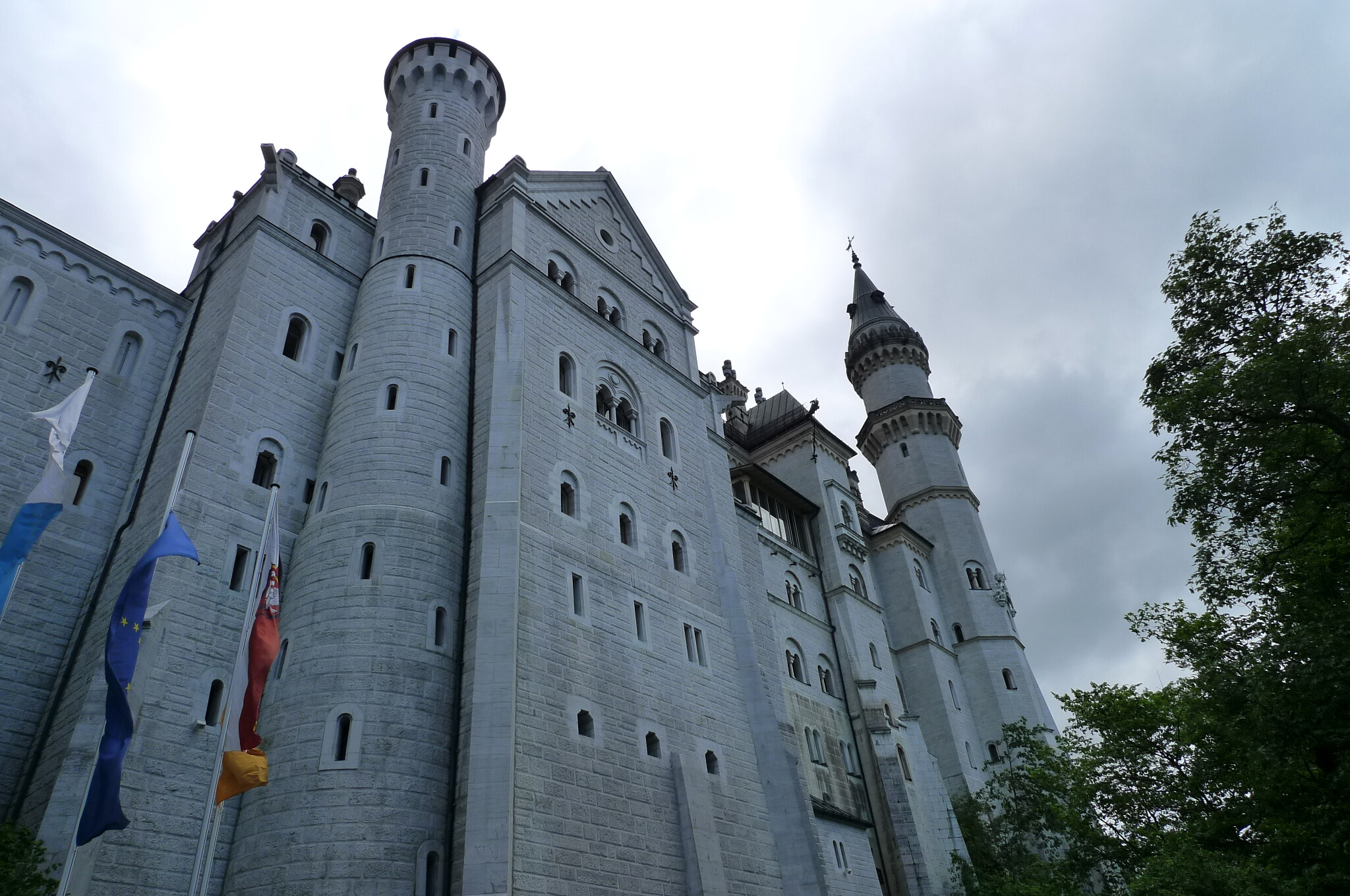
新天鹅城堡南面，2009年5月31日
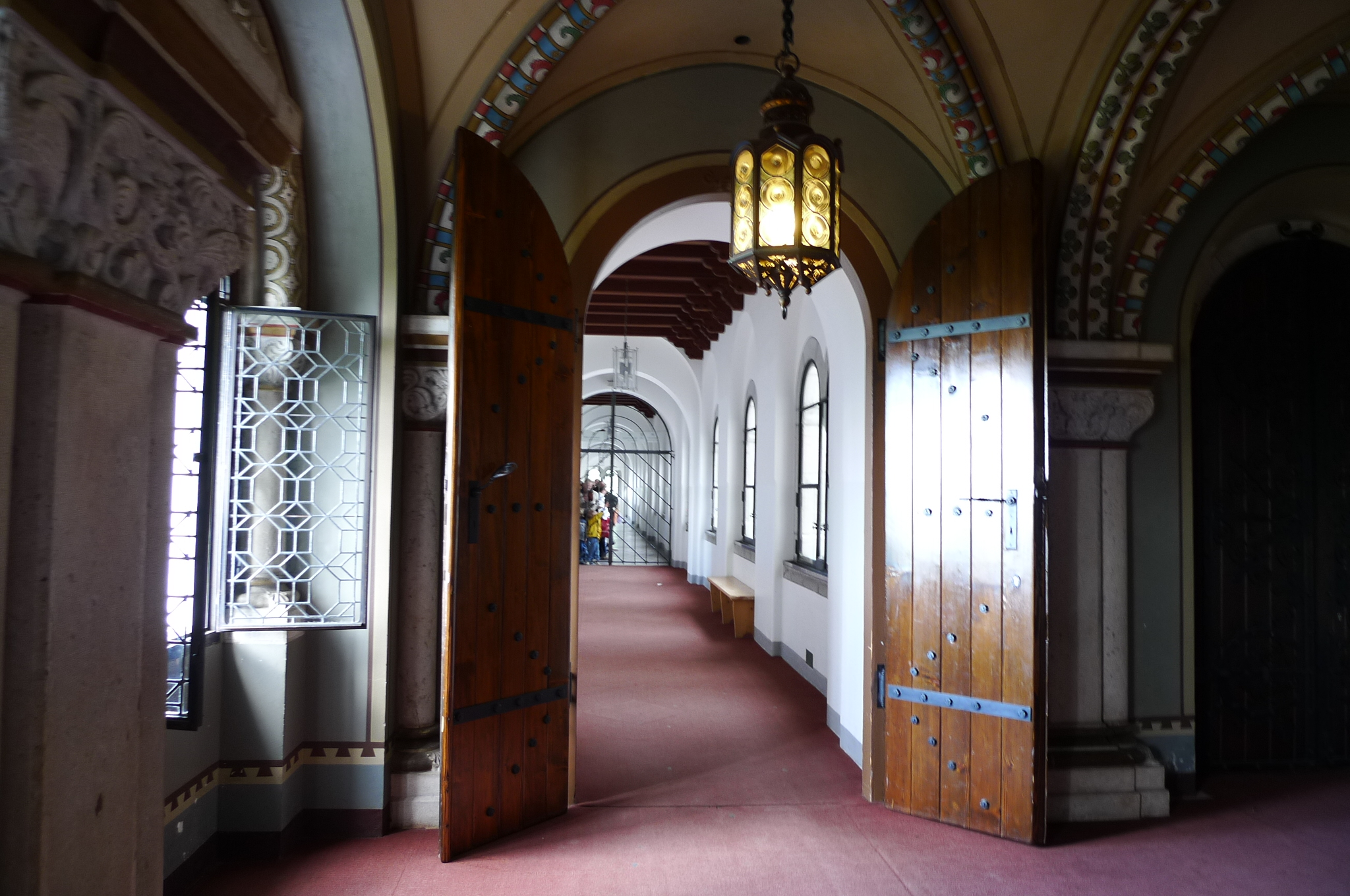
新天鹅城堡内部
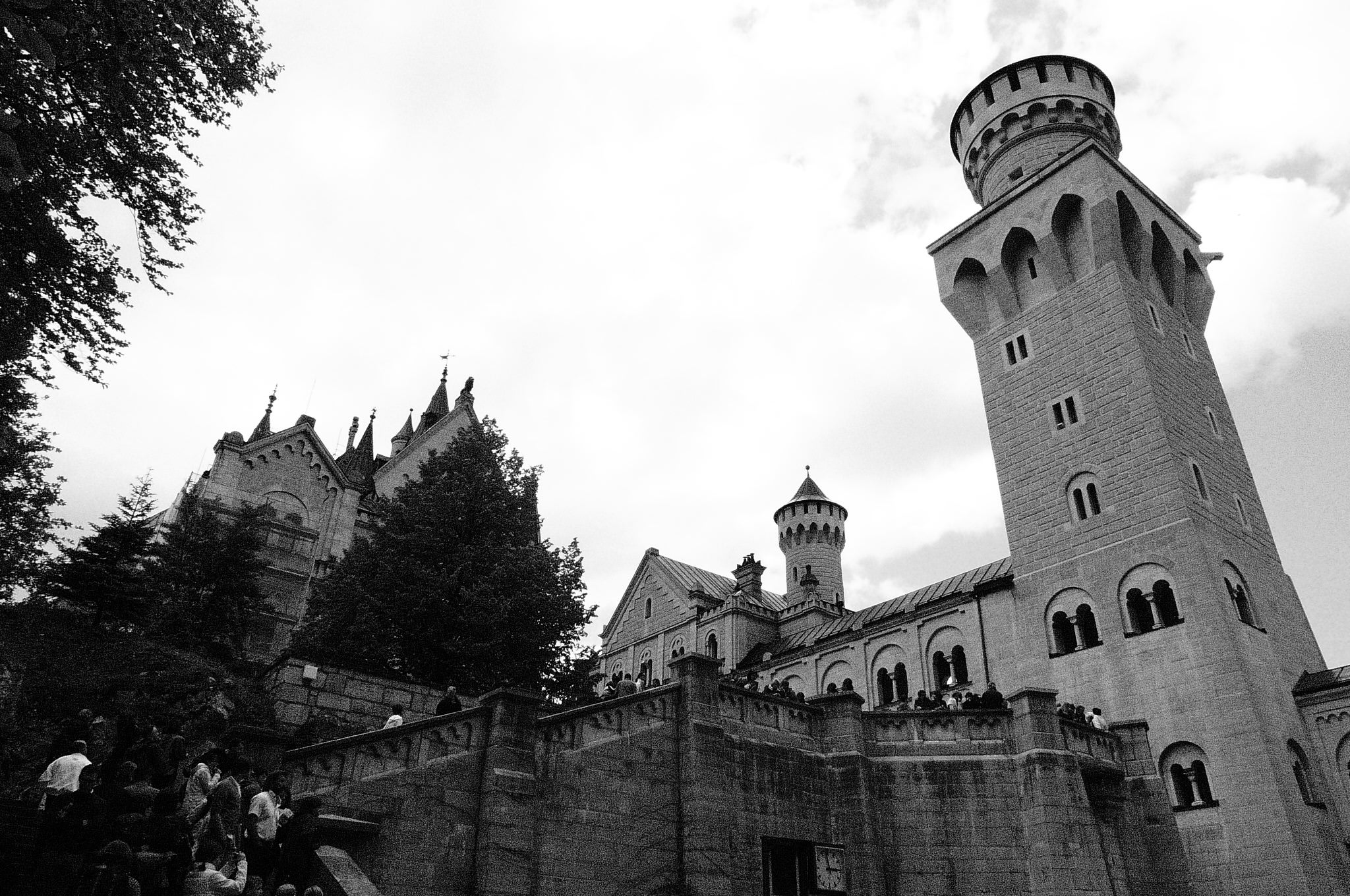
新天鹅城堡的正门
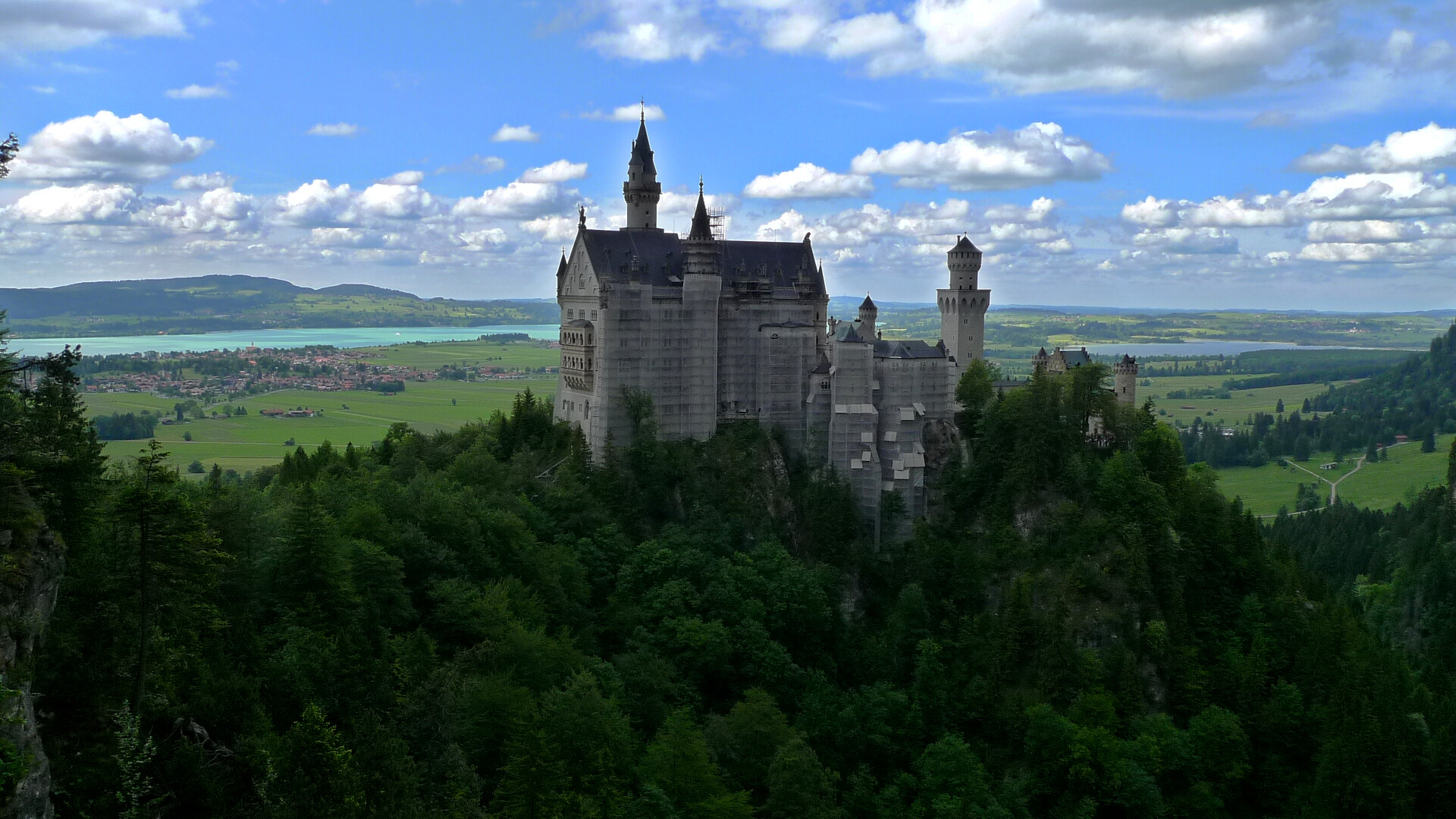
从玛丽桥上远望新天鹅城堡